# 杨光被
杨光被（Henry Ambrose Pinger，1897年8月16日—1988年9月24日）是美国方济各会士，天主教在会中国山东省中部设立的周村教区主教。
1897年8月16日，杨光被生于美国内布拉斯加州東部普拉特縣的林赛，1924年6月27日，25岁晋升神甫，
1929年4月16日，罗马教廷从济南府代牧区分设张店自治区，交由美国方济各会圣心省负责，1930年杨光被出任张店自治区首位上司（主教）。1932年6月1日，张店自治区升为张店监牧区，杨光被出任首位监牧。1937年5月18日，张店监牧区又升为周村代牧区，杨光被出任首位监牧，1937年9月21日，40岁的杨光被在美国芝加哥祝圣为主教。 
太平洋战争爆发后，杨光被作为美国侨民被日军关押在潍县乐道院集中营4年时间。1946年4月11日，罗马教廷在中国正式建立圣统制，周村代牧区升为周村教区，杨光被任周村主教。  
1947年起滞留青岛，1951年被捕，关押在青岛监狱5年之久，前4年时间他甚至不知道因何被指控。在前5个月，他接受了审讯人员的连续轮流审问，4年中转移了15次。经过中美两国谈判之后，1956年被驱逐出境。在释放前，生病的杨光被主教被安排参加为期25天的红色中国“文化之旅”，但他认为新政权虽然还暂时容许宗教的存在，但是并不是真诚的，只是权宜之计，真正的目的是为最终和彻底消灭教会。
杨光被回到美国后，在芝加哥住了两年，1958年移居印第安纳波利斯，担任安贫小姊妹会神师。1984年转任芝加哥郊区橡树溪（Oak Brook）圣Paschal教堂。1988年9月24日去世，享年91岁。